# پولشات
پولشات (به انگلیسی: Poulshot) یک روستا و محله مدنی در بریتانیا است که در ویلتشر واقع شده‌است. پولشات ۳۷۰ نفر جمعیت دارد.